# Meeboldina crassipes
Meeboldina crassipes är en gräsväxtart som först beskrevs av John S. Pate och Kathy A. Meney, och fick sitt nu gällande namn av Barbara Gillian Briggs och Lawrence Alexander Sidney Johnson. Meeboldina crassipes ingår i släktet Meeboldina och familjen Restionaceae. Inga underarter finns listade i Catalogue of Life.